# Церква Різдва Пресвятої Богородиці (Тернопіль)
Церква Різдва Пресвятої Богородиці в Тернополі — парафія і храм Благочиння міста Тернополя Тернопільської єпархії Православної церкви України в місті Тернополі.

## Історія церкви
Одним із новозбудованих храмів у Тернополі є церква Різдва Пресвятої Богородиці на вулиці Клима Савура.
16 вересня 1997 року на місці майбутньої святині встановили та освятили хрест. У грудні того ж року спорудили капличку, де освятили престол та проводили богослужіння. У червні 2000 року розпочалося будівництво. Крім того, у капличці функціонувала недільна школа.
У червні 2006 року парафіяни прийняли мощі священномучениці Варвари.
У 2007 році будівництво храмової споруди було завершено. 16 вересня Патріарх Філарет у співслужінні з духовенством Тернопільсько-Бучацької єпархії освятив храм.
У 2009 році за пожертви придбали дзвін «Іван Хреститель» та звели ще одну капличку на честь Різдва Пресвятої Богородиці.
У 2010 році розпочали внутрішній розпис храму. У святині зберігаються ікони священномучениці Варвари, священномученика Макарія та святителя Іоана, митрополита Тобольського, з частинками їхніх мощей.

## Парохи
- о. Олексій Головацький (з 1997).